# Seaca (sit SCI)
Seaca este o arie protejată (sit de importanță comunitară — SCI) din România, desemnată în scopul protejării biodiversității și menținerii într-o stare de conservare favorabilă a florei spontane și faunei sălbatice, precum și a habitatelor naturale de interes comunitar aflate în arealul zonei de protecție. Aceasta este întinsă pe o suprafață de 107,4 ha, integral pe uscat.

## Localizare
Centrul sitului Seaca este situat la coordonatele 43°50′59″N 25°06′07″E / 43.849747°N 25.102028°E. Situl se întinde pe teritoriile administrative ale comunelor Crângu și Furculești din județul Teleorman.

## Înființare
Arealul Seaca a fost declarat sit de importanță comunitară (ROSCI0433) în ianuarie 2016 pentru a proteja două specii faunistice.

## Biodiversitate
Situată în ecoregiunea continentală, aria protejată nu conține niciun habitat natural.
La baza desemnării sitului se află două specii faunistice: vidra de râu (Lutra lutra), un mamifer semiacvatic aflat pe lista roșie a IUCN. și popândăul european (Spermophilus citellus), o rozătoare din familia Sciuridae și singurul reprezentant european al genului Spermophilus.